# Copi
Raul Damonte Botana, conhecido como Copi (Buenos Aires, 1939 — Paris, 1987), foi um dramaturgo, caricaturista e romancista argentino.
Em 1963, radicou-se em Paris. Foi integrante do grupo teatral fundado por Alejandro Jodorowsky, Fernando Arrabal e Roland Topor, desenvolveu vasta obra dramatúrgica e cartunística.
Morreu por complicações de saúde decorrentes de SIDA, em 1987.

## Obra teatral
- Eva Perón
- Loretta Strong
- A geladeira